# Papilio antonio
Papilio antonio is een vlinder uit de familie van de pages (Papilionidae). De wetenschappelijke naam van de soort werd voor het eerst geldig gepubliceerd in 1875 door William Chapman Hewitson.

## Ondersoorten
- Papilio antonio antonio
- Papilio antonio negrosiana Schröder & Treadaway, 1991